# Linostoma persimile
Linostoma persimile är en tibastväxtart som beskrevs av William Grant Craib. Linostoma persimile ingår i släktet Linostoma och familjen tibastväxter. Inga underarter finns listade i Catalogue of Life.